# Plagithmysus
Plagithmysus is een kevergeslacht uit de familie van de boktorren (Cerambycidae). De wetenschappelijke naam van het geslacht werd voor het eerst geldig gepubliceerd in 1845 door Motschulsky.

## Soorten
Plagithmysus omvat de volgende soorten:
- Plagithmysus dubautianus (Gressitt & Davis, 1969)
- Plagithmysus swezeyanus Gressitt & Davis, 1972
- Plagithmysus terry (Perkins, 1929)
- Plagithmysus yoshimotoi Gressitt & Davis, 1969
- Plagithmysus abnormis (Sharp, 1900)
- Plagithmysus acaciae Gressitt & Davis, 1969
- Plagithmysus akoko Gressitt & Davis, 1976
- Plagithmysus atricolor (Perkins, 1933)
- Plagithmysus bidensae Gressitt, 1972
- Plagithmysus chenopodii (Perkins, 1938)
- Plagithmysus claviger (Sharp, 1900)
- Plagithmysus debilis (Sharp, 1900)
- Plagithmysus decurrensae Gressitt & Davis, 1969
- Plagithmysus dodonaeae (Swezey, 1946)
- Plagithmysus dodonaeavorus Gressitt, 1972
- Plagithmysus dubautiae Gressitt & Davis, 1969
- Plagithmysus euphorbiae (Bridwell, 1920)
- Plagithmysus filipes (Sharp, 1885)
- Plagithmysus fragilis (Sharp, 1881)
- Plagithmysus geranii (Perkins, 1931)
- Plagithmysus hardyi Gressitt, 1972
- Plagithmysus hoikuahiwi Gressitt & Davis, 1975
- Plagithmysus immundus Sharp, 1910
- Plagithmysus indecens (Perkins, 1920)
- Plagithmysus jacobii Gressitt & Davis, 1975
- Plagithmysus kahului Samuelson, 2006
- Plagithmysus kainaluensis (Perkins, 1931)
- Plagithmysus longipes (Sharp, 1900)
- Plagithmysus lookii (Swezey, 1947)
- Plagithmysus medeirosi Samuelson & Davis, 1986
- Plagithmysus mediocris (Sharp, 1900)
- Plagithmysus metrosideri Gressitt & Davis, 1969
- Plagithmysus mezoneuri (Swezey, 1946)
- Plagithmysus modestus (Sharp, 1879)
- Plagithmysus montgomeryi Gressitt & Davis, 1972
- Plagithmysus nodifer (Sharp, 1900)
- Plagithmysus obscurus (Sharp, 1900)
- Plagithmysus pennatus (Sharp, 1881)
- Plagithmysus pulchrior (Perkins, 1927)
- Plagithmysus raillardiae (Perkins, 1931)
- Plagithmysus rusticus Gressitt & Davis, 1969
- Plagithmysus smilacis (Perkins, 1927)
- Plagithmysus smilacivorus Gressitt, 1972
- Plagithmysus superstes (Zimmerman, 1940)
- Plagithmysus ultimus (Sharp, 1910)
- Plagithmysus usingeri Gressitt & Davis, 1969
- Plagithmysus wattleae Gressitt & Davis, 1969
- Plagithmysus bridwelli (Perkins, 1920)
- Plagithmysus peleanus Gressitt & Davis, 1972
- Plagithmysus swezeyellus (Gressitt, 1972)
- Plagithmysus sylvai Gressitt, 1972
- Plagithmysus annectens (Sharp, 1900)
- Plagithmysus laticollis (Sharp, 1900)
- Plagithmysus pipturicola Perkins, 1927
- Plagithmysus podagricus Perkins, 1927
- Plagithmysus timberlakei Perkins, 1927
- Plagithmysus alani Gressitt, 1972
- Plagithmysus forbesii (Perkins, 1921)
- Plagithmysus haasii (Perkins, 1921)
- Plagithmysus peleae (Gressitt & Davis, 1972)
- Plagithmysus aequalis Sharp, 1896
- Plagithmysus aestivus Sharp, 1896
- Plagithmysus albertisi Sharp, 1897
- Plagithmysus attenuatus (Boisduval, 1835)
- Plagithmysus bilineatus Sharp, 1896
- Plagithmysus bishopi Sharp, 1896
- Plagithmysus blackburni (Sharp, 1885)
- Plagithmysus cheirodendri Gressitt & Davis, 1969
- Plagithmysus collaris Sharp, 1900
- Plagithmysus concolor Sharp, 1896
- Plagithmysus cuneatus Sharp, 1896
- Plagithmysus darwinianus Sharp, 1896
- Plagithmysus davisi Swezey, 1946
- Plagithmysus decorus Perkins, 1921
- Plagithmysus diana Sharp, 1900
- Plagithmysus elegans Sharp, 1910
- Plagithmysus eugeniae Gressitt & Davis, 1975
- Plagithmysus finschi (Harold, 1880)
- Plagithmysus forbesianus Gressitt, 1972
- Plagithmysus fractus Sharp, 1910
- Plagithmysus frater Perkins, 1921
- Plagithmysus funebris Sharp, 1896
- Plagithmysus giffardi Perkins, 1907
- Plagithmysus greenwelli Gressitt & Davis, 1970
- Plagithmysus hoawae Samuelson, 2006
- Plagithmysus ignotus Perkins, 1916
- Plagithmysus ilicis Gressitt, 1972
- Plagithmysus kawauae Gressitt & Davis, 1976
- Plagithmysus koae Gressitt & Davis, 1969
- Plagithmysus koaiae Gressitt & Davis, 1969
- Plagithmysus koebelei (Perkins, 1908)
- Plagithmysus kohalae Perkins, 1927
- Plagithmysus kraussi Gressitt & Davis, 1969
- Plagithmysus kuhnsi Perkins, 1916
- Plagithmysus lamarckianus Sharp, 1900
- Plagithmysus lanaiensis Sharp, 1896
- Plagithmysus laui Gressitt, 1972
- Plagithmysus longicollis Perkins, 1927
- Plagithmysus mauiensis Gressitt, 1972
- Plagithmysus microgaster (Sharp, 1879)
- Plagithmysus molokaiensis Perkins, 1927
- Plagithmysus muiri Perkins, 1927
- Plagithmysus newelli Sharp, 1896
- Plagithmysus nicotianae Gressitt & Davis, 1969
- Plagithmysus nihoae Perkins, 1926
- Plagithmysus paludis Perkins, 1927
- Plagithmysus perkinsi Sharp, 1896
- Plagithmysus permundus Sharp, 1900
- Plagithmysus perrottetiae Gressitt & Davis, 1972
- Plagithmysus pipturi Gressitt, 1972
- Plagithmysus pittospori Gressitt, 1972
- Plagithmysus platydesmae Perkins, 1920
- Plagithmysus polysticus Perkins, 1933
- Plagithmysus pulverulentus (Motschulsky, 1845)
- Plagithmysus pulvillatus (Karsch, 1881)
- Plagithmysus rebeccae Gressitt, 1972
- Plagithmysus rubi Perkins, 1931
- Plagithmysus sharpianus Perkins, 1927
- Plagithmysus simillimus Perkins, 1931
- Plagithmysus simplicicollis Sharp, 1910
- Plagithmysus solitarius Sharp, 1896
- Plagithmysus speculifer Sharp, 1896
- Plagithmysus sugawai Gressitt & Davis, 1972
- Plagithmysus sulphurescens Sharp, 1896
- Plagithmysus swezeyi Perkins, 1920
- Plagithmysus ukulele Gressitt, 1972
- Plagithmysus urerae Gressitt & Davis, 1976
- Plagithmysus varians Sharp, 1896
- Plagithmysus vicinus Sharp, 1896
- Plagithmysus vitticollis Sharp, 1896